# Parisaftalen (1783)
 For alternative betydninger, se Freden i Paris.
Parisaftalen, underskrevet 3. september 1783 og ratificeret af USA's kongres den 14. januar 1784, sluttede formelt den amerikanske uafhængighedskrig mellem Kongeriget Storbritannien og USA som havde gjort oprør mod det britiske kolonistyre i 1776. Storbritannien underskrev separate fredsaftaler med Frankrig og Spanien som Versaillesaftalerne.
Aftalen bliver ofte kaldt den anden Parisaftale, den første var Parisaftalen af 1763. Flere andre aftaler er dog også indgået under dette navn.

## Betingelser i aftalen
Aftalen indeholdte følgende betingelser:
- Artikel 1: De tretten kolonier (Delaware er ikke specifikt nævnt, men var antagelig inkluderet i Pennsylvania som den teknisk set var del af før krigen) anerkendes som frie og suveræne stater.
- Artikel 2: Grænserne mellem USA og Britisk Nordamerika etableres.
- Artikel 3: Fiskere fra USA får fiskerettigheder i Grand Banks, ude fra kysten af Newfoundland og i St. Lawrence-bugten.
- Artikel 4: Lovmæssig gæld skal betales til kreditorer på begge sider.
- Artikel 5: USA's kongres skal "oprigtig anbefale" til statsforvaltninger at anerkende de retmæssige ejere af alt konfiskeret gods "aflever alle ejendele, rettigheder og ejendomme som er blevet konfiskeret fra ægte britiske undersåtter (loyalister)." (aldrig gennemført)
- Artikel 6: USA vil forhindre fremtidig konfiskering af loyalisternes ejendele.
- Artikel 7: Krigsfanger på begge sider og alle ejendele efterladt af den britiske hær skal løslades uden skade (inklusiv "negere").
- Artikel 8: Storbritannien og USA skal begge gives adgang til Mississippi.
- Artikel 9: Territorier erobret af amerikanerne efter aftalen skal returneres uden kompensation.
- Artikel 10: Ratificeringen af aftalen skal ske inden seks måneder fra den bliver underskrevet af parterne.

Underskrivelsen blev markeret, her iblandt i Helsingør, med flagdage og festligheder.